# سلمان بحراني
سلمان بحرانی (29 سبتمبر 1989 ببوشهر في إيران - ) هو لاعب كرة قدم إيراني في مركز الهجوم.

## روابط خارجية
- سلمان بحراني على موقع قاعدة بيانات كرة القدم.إي يو (الإنجليزية)
- سلمان بحراني على موقع Soccerway.com (الإنجليزية)